# Эли V (граф Перигора)

Графство Перигор на карте Франции XII в.

Эли V Рудель (фр. Hélie V dit Rudel de Périgord; ум. 1146/1149) — граф Перигора с 1115 года. Сын Эли III (IV), графа Перигора.
Упоминается в некоторых актах как граф Перигора совместно с братом Гильомом III и дядей Одобертом III. Последний раз упоминается в хартии Раймунда, епископа Перигё в пользу аббатства Сент-Аман-де-Буа, датированной 1146 годом. Прозвище Рудель означает твёрдый, жестокий.
По традиционной нумерации — Эли IV, согласно современным данным, если включить в список графов Перигора Эли, сына Бозона III, упомянутого в документе от 1040 года, — то Эли V.
Вёл войну с виконтом Лиможа Адемаром Бородатым, в которой погибли его сыновья. Оставшись без наследников, сделал своим соправителем племянника — Бозона IV.
В 1149 году Бозон IV упоминается как единоличный правитель графства. Следовательно, Эли V Рудель к тому времени уже скончался.
По одной из версий является родоначальником сеньоров де Бержерак.